# Mizuhara Shūōshi

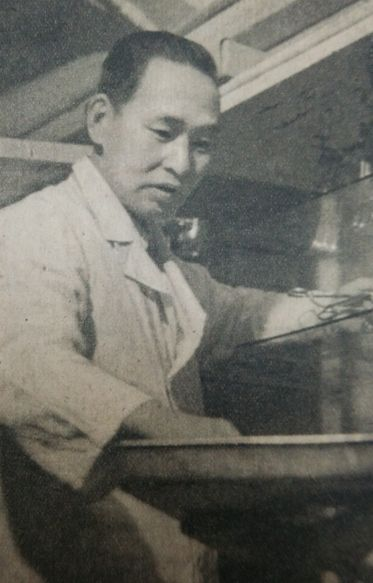
Mizuhara Shūōshi

Mizuhara Shūōshi (jap. 水原 秋櫻子; * 9. Oktober 1892 in Sarugaku, Kanda, Tokio (heute: Chiyoda); † 17. Juli 1981), eigentlich Mizuhara Yutaka (水原 豊), war ein japanischer Arzt und Haiku-Dichter. Ein weiteres Pseudonym neben Shūōshi lautete Kiutei (喜雨亭). Nach diesem wird der Todestag Shūōshis auch Kiuteiki (喜雨亭忌, dt. „Trauertag des Kiutei“) genannt.

## Leben
Mizuhara Shūōshi wurde in der Gemeinde Sarugaku des früheren Bezirkes Kanda der Stadt Tokio (heute die Gemeinde Kanda-Sarugaku im Bezirk Chiyoda) geboren. Er war das Kind einer Familie von Krankenhausärzten.
Er absolvierte das Studium der Medizin an der Kaiserlichen Universität Tōkyō und begann in der dortigen Haiku-Gemeinschaft, sich mit Haiku zu befassen.
Nach dem Abschluss des Studiums beteiligte er sich neben seiner beruflichen Tätigkeit als Arzt an der von Takahama Kyoshi herausgegebenen Haiku-Zeitschrift Hototogisu. Gemeinsam mit Yamaguchi Seishi, Awano Seiho und Takano Sujū wurde er im Kreise der Zeitschrift zu den sogenannten „vier S“ gezählt, ein Umstand, der sich in dem gemeinsamen Anfangsbuchstaben der vier Personennamen begründet.
Da er im Gegensatz zu der von Takahama Kyoshi vertretenen objektiven Naturbeschreibung jedoch einen gefühlsbetonten literarischen Stil vertrat, zog er sich von der Hototogisu zurück und gab 1928 die Zeitschrift Ashibi heraus, deren Redaktion er übernahm. 1931 setzte er die Shinkō-Haiku-Bewegung (新興俳句運動, shinkō haiku undō) in Gang, die eine Gegenbewegung zu der Hototogisu-Zeitschrift darstellte.
Er befürwortete Haiku-Zyklen aus mehreren einzelnen Haiku und lehnte den Wegfall der Jahreszeitenwörter ab. Dem modernen Haiku verlieh er einen neuen, gefühlsbetonten Ausdruck.

## In Deutschland
Im Japanischen Garten der Bayer AG in Leverkusen befindet sich ein Stein mit einem Haiku von Mizuhara:「花の下にやまひを救ふ手を組まむ」.

## Haiku-Sammlungen (Auswahl)
- Katsushika (葛飾), „Katsushika“ (Herausgabeort der Ashibi-Zeitschrift), April 1930.
- Mizuhara Shūōshi Kushū (水原秋桜子句集), „M. S. – Gedichtsammlung“, Dezember 1931.
- Shinju (新樹), „Frisch ergrünter Baum“, Dezember 1933.
- Shūen (秋苑), „Herbstgarten“, September 1935.
- Ganshō (岩礁), „Felsenriff“, Dezember 1937.
- Ashikari (蘆刈), „Schilfschneidung“, Dezember 1939.
- Kokyō (古鏡), „Alter Spiegel“, Februar 1942.
- Bandai (磐梯), „Bandai“ (Ort), November 1943.
- Chōyō (重陽), „Chrysanthemenfest“, April 1948.
- Sōrin (霜林), „Wäldchen im Rauhreif“, Dezember 1950.
- Zanshō (残鐘), „Glockennachhall“, Dezember 1952.
- Kishin (帰心), „Heimweh“, Dezember 1954.